# Cristina Mascarreras Sabrià
Cristina Mascarreras Sabrià (Girona, 6 de desembre de 1980) és una ciclista catalana. S'ha especialitzat en el ciclisme de muntanya.

## Palmarès en ciclisme de muntanya
- 2006
  -  Campiona d'Espanya en Marató